# Женский инфантицид
Женский инфантицид — преднамеренное убийство новорождённых девочек. Убийство новорождённых девочек распространено во многих странах мира. Утверждается, что низкий статус женщин в патриархальных обществах создаёт предвзятое отношение к ним. Современная практика гендерно-селективных абортов также используется для регулирования гендерных соотношений.
В 1990 году Амартия Сен в своей статье в New York Review of Books подсчитал, что в Азии женщин на 100 миллионов меньше, чем можно было бы ожидать, и что это число «пропавших без вести» женщин «тихо рассказывает нам ужасную историю неравенства и пренебрежения, которые приводят к повышенной смертности женщин».

## История женского инфантицида
Детоубийство и в особенности убийство новорождённых девочек широко практиковалось во многих древних культурах как средство регулирования рождаемости. Наиболее ранние примеры систематического инфантицида относятся ещё к Каменному веку. По оценкам американского антрополога Джозефа Бёрдселла, процент детоубийств от общего числа рождений в период неолита составлял от 15 % до 50 %. Тогда же впервые проявляется тенденция к избирательному уничтожению младенцев женского пола: по оценкам исследователей, в период палеолита убивалось около 50 % новорождённых девочек. Часто детей просто оставляли в безлюдных местах, где они умирали от истощения и гипотермии.

### Женский инфантицид в Китае
Избирательное детоубийство девочек (Женский инфантицид) было широко распространено в странах Азии, в частности, в Индии, Китае и Японии. Во времена династии Сун в некоторых областях Китая стандартным числом детей в семье было трое сыновей и две дочери (в бедных семьях — двое сыновей и одна дочь), остальных убивали. В Японии подобный обычай бытовал под названием «мабики» (間引き), буквально означавшим «выпалывание лишних растений из чрезмерно разросшегося сада».  

### Женский инфантицид в Индии
В средневековой Индии систематически убивались незаконнорождённые девочки. Кроме того, некоторые бедные индуисткие семьи Индии часто избавлялись от «лишних» младенцев, выбрасывая их в Ганг под видом жертвоприношения. Британские власти вели активную борьбу с этой традицией, но законодательно она была запрещена лишь в XIX веке.

### Убийство новорождённых дочерей в Древней Греции
Древние греки считали детские жертвоприношения варварством, однако практика убийства новорождённых детей (особенно незаконнорождённых) была в Элладе нередка. Чаще всего детей просто оставляли в пустынных местах без присмотра, где они умирали от голода и холода. Решение, как правило, принимал отец семейства, хотя в Спарте его выносил совет старейшин. 

### Убийство новорождённых дочерей в древнем Риме
Подобная традиция существовала и в Риме. Страбон с удивлением писал о том, что в Египте принято выкармливать и воспитывать всех детей, в том числе и незаконнорождённых. Одним из первых римский обычай убивать детей осудил греко-еврейский философ Филон Александрийский. Иудейская религия строго запрещала детоубийство и гневно порицала детские жертвоприношения, связывая их с крайними проявлениями языческого варварства и отпадения от истинного Бога. 

### Убийство новорождённых девочек в античной Германии и Британии
Убийства нежеланных или незаконнорождённых детей были распространены у древних народов Европы. Хотя Тацит утверждает, что германцы считали «постыдным» убивать нежеланных детей, судя по всему, такая практика всё же существовала. По мнению Джона Босуэлла, германцы обычно оставляли обречённых на смерть детей в лесу. Он сообщает об обычае, согласно которому новорождённый ребёнок мог быть убит только до того, как он впервые вкусил пищи. Джон Лаббок описывал останки принесённых в жертву детей, обнаруженные в Британии. 

### Убийство девочек среди язычников Древней Руси
Повесть временных лет сообщает о принесении в жертву варяга Феодора и его сына, отрока Иоанна, причём изначально планировалось жертвоприношение одного только Иоанна, подростка («Бросим жребий на отрока и девицу, на кого падет он, того и зарежем в жертву языческим божествам»). Следы обычая убивать незаконнорождённых детей обнаруживаются в Калевале: в последней руне Вяйнямёйнен советует убить ребёнка чудесно забеременевшей девицы Марьятты, однако полумесячный ребёнок вступает с ним в спор, и после этого Вяйнямёйнен отступает.

### Женский инфантицид среди языческих варваров Африки и Австралии
У некоторых племён дети могли убиваться из суеверных соображений — например, когда рождение ребёнка сопровождалось «дурными знаками» или когда его подозревали в одержимости злым духом. В Африке очень часто убивались близнецы, в частности у тсвана, игбо, готтентотов и других народов. Кикуйю практиковали ритуальное убийство близнецов. Похожий обычай был зафиксирован Джорджем Кеннаном у коряков: один из близнецов обязательно убивался.
Инфантицид обычно оправдывался тем, что новорождённый ещё не является полноценным человеком. Так, австралийский вождь, убивший подряд 15 своих детей, заявлял: «новорождённый не человеческое существо, его душа ещё не пришла в него». Новорождённый с анатомическим уродством убивался зачастую не потому, что он явится негодным членом общины, а потому, что он сплошь и рядом рассматривался как продукт зачатия от демонического существа. Точно так же один из двойни мог рассматриваться как продукт подобного же вмешательства при зачатии, что служило оправданием для убийства одного из близнецов.

### Детские жертвоприношения среди язычников в Античности
Детские жертвоприношения были распространены во многих древних культурах. Традиция принесения детей в жертву существовала у язычников майя, ацтеков, инков, а также, вероятно, тольтеков и древних теотиуаканцев. В Старом Свете детские жертвоприношения были особенно распространены в Передней Азии, в частности, в Вавилонии, Финикии, Карфагене. 

## Региональное распространение

### Китай

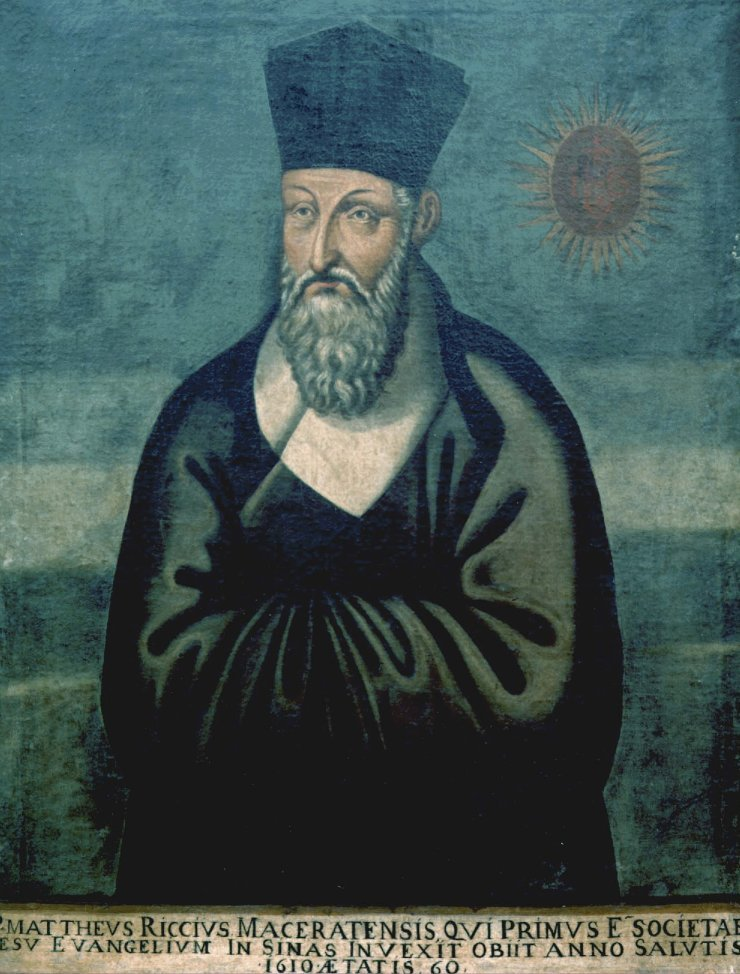
Маттео Риччи

История женского детоубийства в Китае насчитывает 2000 лет. С прибытием христианских миссионеров в конце шестнадцатого века они обнаружили практику убийства новорожденных девочек: их видели брошенными в реки или на кучи мусора. В 17 веке Маттео Риччи задокументировал, что эта практика имела место в нескольких провинциях Китая и что основной причиной её возникновения была бедность.
В Китае XIX века убийство новорождённых девочек было широко распространено. В текстах эпохи Цин отмечается распространённость термина nì nǚ («топить девочек»), а утопление было распространённым методом умерщвления девочек. Другими применяемыми методами были удушение и голодание. Ещё одним методом убийства младенца было оставление ребёнка на открытом воздухе: ребёнка помещали в корзину, которую затем устанавливали на дереве. В буддийских женских монастырях создавались «детские башни», в которых люди могли оставлять детей; однако неясно, оставлялся ли ребёнок на усыновление или он уже умер и его оставляли для захоронения. В 1845 году в провинции Цзянси миссионер писал, что эти дети выживали до двух дней, подвергаясь воздействию стихии, и что прохожие не обращали на них внимания.

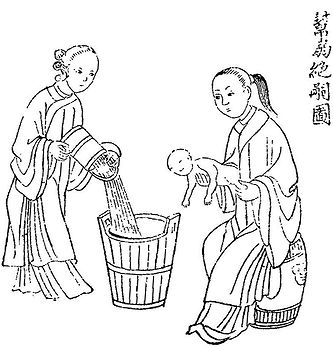
Китайский трактат против детоубийства, около 1800 года.

В XIX веке в большинстве провинций Китая практиковалось убийство новорождённых девочек. В 1878 году французский миссионер-иезуит Габриэль Палатр собрал документы из 13 провинций, а в «Анналах святого детства» (Annales de la Sainte-Enfance ) также были обнаружены свидетельства детоубийства в Шаньси и Сычуани. Согласно информации, собранной Палатре, эта практика была более широко распространена в юго-восточных провинциях и в районе Нижней реки Янцзы.
В Китае практика убийства новорождённых девочек не одобрялась полностью. В частности, буддизм весьма решительно осуждал это явление. Буддисты писали, что убийство молодых девушек принесёт плохую карму; и наоборот, те, кто спас жизнь молодой девушки, либо вмешавшись, либо подарив ей деньги или еду, заработают хорошую карму, что приведёт к благополучной жизни, долгой жизни и успеху для их сыновей. Однако буддийская вера в реинкарнацию означала, что смерть младенца не была окончательной, так как ребёнок возродится; эта вера облегчала чувство вины за убийство девочек.
Отношение конфуцианцев к убийству девочек было противоречивым. Придавая большее значение возрасту, чем юности, конфуцианская сыновняя почтительность принижала ценность детей. Конфуцианское внимание к семье привело к увеличению приданого, что, в свою очередь, привело к тому, что воспитывать девочку стало намного дороже, чем мальчика, и семьи почувствовали, что не могут позволить себе иметь столько дочерей. Конфуцианский обычай оставлять мужчину в семье означал, что деньги, потраченные на воспитание дочери, а также приданое пропадали, когда она выходила замуж, и поэтому таких девушек называли «убыточным товаром». Напротив, конфуцианская вера Жэнь привела к тому, что конфуцианские интеллектуалы поддержали идею о том, что убийство девочек является неправильным и что эта практика нарушит баланс между инь и ян.
В Белой книге, опубликованной китайским правительством в 1980 году, говорилось, что практика убийства новорождённых девочек является «феодальным злом». Официальная позиция штата в отношении этой практики заключается в том, что она является пережитком феодальных времён, а не результатом политики штата «Одна семья — один ребёнок». Однако Цзин-Бао Не утверждает, что было бы «немыслимо» полагать, что нет никакой связи между политикой государства в области планирования семьи и убийством новорождённых девочек.

### Индия

Карта соотношения полов среди детей в Индии, 2011 год.

Система приданого в Индии является одной из причин убийства новорождённых девочек; на протяжении веков она прочно укоренилась в индийской культуре. Хотя государство предприняло шаги по отмене системы приданого, эта практика сохраняется, и для более бедных семей в сельских регионах убийство новорожденных девочек и селективные аборты по признаку пола объясняются страхом неспособности собрать подходящее приданое и затем подвергнуться общественному остракизму.
В 1789 году во время британского колониального правления в Индии британцы обнаружили, что в Уттар-Прадеше открыто признаётся факт убийства новорождённых девочек. В письме мирового судьи, находившегося в тот период на северо-западе Индии, говорилось о том, что на протяжении нескольких сотен лет в цитаделях раджей Минпури не воспитывалось ни одной дочери. Однако в 1845 году правитель того времени сохранил жизнь дочери после вмешательства окружного сборщика налогов по имени Анвин. Обзор научных исследований показал, что большинство случаев убийства новорождённых девочек в Индии в колониальный период происходило в основном на северо-западе страны, и что, хотя не все группы придерживались этой практики, она была действительно широко распространена. В 1870 году после расследования, проведённого колониальными властями, эта практика была объявлена незаконной Законом о предотвращении женского инфантицида 1870 года.
По словам активистки движения за права женщин Донны Фернандес, некоторые практики настолько глубоко укоренились в индийской культуре, что «практически невозможно избавиться от них», и она заявила, что Индия переживает своего рода «женский геноцид». Организация Объединенных Наций заявила, что Индия является страной, в которой риск смерти девочек самый высокий, и что в 2012 году вероятность смерти девочек в возрасте от 1 до 5 лет была на 75 процентов выше, чем у мальчиков. Группа по защите прав детей CRY подсчитала, что из 12 миллионов девочек, рождающихся ежегодно в Индии, 1 миллион умирает в течение первого года жизни. Во время британского правления сообщалось о практике убийства новорождённых девочек в индийском штате Тамилнад среди калларов и тодов. Совсем недавно, в июне 1986 года, газета India Today в статье Born to Die сообщила, что в Усилампатти на юге Тамилнада по-прежнему практикуется убийство новорождённых девочек. Эта практика была в основном распространена среди доминирующей касты региона, калларов.

## Социально-экономическая
Уничтожение самок представляет собой проблему, поскольку это сокращает число самок, способных рожать детей. Это также создаёт проблему с чувством женской значимости, поскольку семьи, желающие искоренить рождение девочек, учат молодых девушек в своем обществе, что они уступают противоположному полу, что повышает вероятность того, что они столкнутся с притеснениями и будут иметь ограниченный доступ к работе. Система приданого влияет на семьи и черту бедности, поскольку некоторые семьи с трудом могут выплатить приданое, зарабатывая при этом ниже минимальной заработной платы.
Во многих странах убийство новорождённых девочек связано с социально-экономическими трудностями. Исследование, проведённое в Индии, выявило три социально-экономические причины, связанные с убийством новорождённых девочек. Исследование показало, что экономическая полезность указывает на то, что мальчики ценятся больше, чем девочки, поскольку они могут работать и приносить деньги в семью. В связи с социокультурным фактором полезности женского инфантицида во многих культурах наличие мальчика в семье является обязательным для продолжения рода.

## Решения и программы
Неправительственные организации по вопросам развития (НПО) проводят политику повышения гендерной осведомлённости, направленную на предотвращение дискриминации женщин во всём мире. Эти NGDO обращаются к корпорациям с целью информировать работающих в них людей о насущных проблемах, с которыми сталкиваются женщины в обществе. Помимо повышения уровня образования по этому вопросу, ещё одним заслуживающим внимания решением проблемы женского инфантицида является изменение системы приданого. Во многих обществах выступают против рождения девочек из-за высоких расходов на приданое, которые пришлось бы заплатить за девочку. За счёт снижения финансового бремени для семей, ликвидация системы приданого может потенциально снизить явное предпочтение мальчиков, а также уровень убийства девочек.
Ещё один способ снижения уровня убийств девочек — это предоставление семьям стимулов рожать девочек. Программа защиты девочек в Индии является одной из таких программ, которая поощряет рождение девочек, предоставляя семьям финансовую поддержку, если у них рождаются девочки, и дополнительную поддержку тем семьям, чьи дети получают образование. Это повышает уровень грамотности среди женщин и увеличивает участие женщин в рабочей силе, снижая уровень женского аборта в слаборазвитых странах.
Внедрение гендерного образования в школах и на рабочих местах будет способствовать гендерной нейтральности в обществе, повышая ценность женщин. Сочувствие избирательному праву женщин в странах, ограничивающих их права, будет способствовать борьбе женщин за свободу в своих родных странах. Развитие гендерного равенства в образовании и обучение женщин стратегиям преодоления жизненных ситуаций поможет им обрести уверенность в себе и желание поделиться своими знаниями и увлечениями со своими дочерьми. Проблема женского инфантицида заключается в том, что женщины обесценивают свой собственный пол. Когда матери отдают своих девочек, это лишь ухудшает имидж женщины. Если женщины будут уважать себя и своих детей такими, какие они есть, это увеличит численность населения и повысит ценность женщин. Внедрение этих изменений в общество может занять много времени, но общественный пересмотр — это медленный процесс. Образование, жизненные ценности и интерес к гендеру — всё это аспекты снижения числа случаев убийства новорождённых девочек. Создание мест, где можно избавиться от девочек, таких как «Программа защиты девочек», представляется шагом к переменам. Эта программа только увеличивает доступность и возможности для убийства новорождённых девочек. Инструментализация гендерного образования и ценностей жизни будет в значительной степени вдохновлять изменения в обществах, которые участвуют в таком процессе прекращения.

## Последствия и реакции
В результате  высоких показателей убийства новорождённых девочек в странах, в населении часто преобладает доля мальчиков. По данным Организации Объединенных Наций, этот избыток мужчин в обществе совпадает с ростом уровня жестокого обращения с детьми, домашнего насилия, что представляет серьёзную угрозу безопасности женщин в пострадавших районах. Это также увеличивает вероятность того, что женщины станут жертвами опасных заболеваний, передающихся половым путём, что ещё больше отрицательно сказывается на их жизни, а также на показателях численности населения. Из-за этих тревожных проблем также наблюдается тревожный рост показателей материнской смертности и увеличение числа случаев психических расстройств среди женщин в этих местах.
Женевский центр демократического контроля над вооруженными силами (DCAF) в своем докладе 2005 года «Женщины в небезопасном мире» написал, что в то время, когда число жертв войны сократилось, в отношении женщин осуществлялся «тайный геноцид». По данным DCAF, демографический дефицит женщин, погибших по гендерным причинам, находится в том же диапазоне, что и 191 миллион предполагаемых погибших во всех конфликтах в двадцатом веке. В 2012 году вышел документальный фильм «Это девочка: три самых смертоносных слова в мире», и в одном из интервью индийская женщина заявила, что убила восемь своих дочерей.

## Сноски
1. ↑  Jones, 1999–2000.
2. ↑  Birdsell, Joseph, B. (1986). «Some predictions for the Pleistocene based on equilibrium systems among recent hunter gatherers». In Lee, Richard & Irven DeVore. Man the Hunter. Aldine Publishing Co. p. 239.
3. ↑  Hoffer, Peter; N.E.H. Hull (1981). Murdering Mothers: Infanticide in England and America, 1558—1803. NY: New York University Press. p. 3.
4. ↑  David E. Mungello. Drowning girls in China: female infanticide since 1650. pp. 5-8.
5. ↑  Vaux, Kenneth (1989). Birth Ethics. NY: Crossroad. p. 12.
6. ↑  Westermarck, Edward (1968). A Short History of Marriage. NY: Humanities Press. pp. Vol. III, 162.
7. ↑  Davies, Nigel (1981). Human Sacrifice. NY: William Morrow & Co. ISBN 0-333-22384-5.
8. ↑  Hughes, Dennis D. (1991). Human Sacrifice in Ancient Greece. Routledge. p. 187. ISBN 0-415-03483-3.
9. ↑  «Folkways: A Study of Mores, Manners, Customs and Morals», William Graham Sumner, p. 318, org pub 1906, Cosmo 2007, ISBN 978-1-60206-758-5
10. ↑  Philo (1950). The Special Laws. Cambridge: Harvard University Press. III, XX.117, Volume VII, pp. 118, 551, 549.
11. ↑  Boswell, John (1988). The Kindness of Strangers. NY: Vintage Books.
12. ↑  Lubbock, John (1865). Pre-historic Times, as Illustrated by Ancient Remains, and the Manners and Customs of Modern Savages. London: Williams and Norgate. p. 176.
13. ↑  Milner, Larry S. (2000). Hardness of Heart / Hardness of Life: The Stain of Human Infanticide. Lanham/New York/Oxford: University Press of America.
14. ↑  LeVine, Sarah and Robert LeVine (1981). «Child abuse and neglect in Sub-Saharan Africa». In Korbin, Jill. Child Abuse and Neglect. Berkeley: University of California Press. p. 39.
15. ↑  Kennan, George (1986 (originally published in 1871)). Tent Life in Siberia. NY: Gibbs Smith.
16. ↑  Убийство детей и стариков // Энциклопедический словарь Брокгауза и Ефрона : в 86 т. (82 т. и 4 доп.). — СПб., 1890—1907.
17. ↑  [Monica Medel (April 2007). Mexico finds bones suggesting Toltec child sacrifice Архивная копия от 15 ноября 2020 на Wayback Machine. Reuters
18. ↑  Serrano Sanchez, Carlos (1993) «Funerary Practices and Human Sacrifice in Teotihuacan Burials» " Kathleen Berrin, Esther Pasztory, eds., Teotihuacan, Art from the City of the Gods, Thames and Hudson, Fine Arts Museums of San Francisco, ISBN 0-500-27767-2, p. 113—114.
19. 1 2  Mungello, 2009, p. 134.
20. ↑  Mungello, 2009, p. 137.
21. ↑  Mungello, 2008, p. 17.
22. ↑  Mungello, 2008, p. 9.
23. ↑  Mungello, 2008, p. 10.
24. ↑  Harrison, 2008, p. 77.
25. ↑  Mungello, 2008, p. 13.
26. ↑  Mungello, 2009, pp. 136-137.
27. 1 2  Nie, 2005, p. 50.
28. ↑  Parrot, Cummings, 2006, p. 160.
29. ↑  Oberman, 2005, pp. 5-6.
30. ↑  Miller, 1987, pp. 97-98.
31. ↑  Miller, 1987, p. 99.
32. 1 2  Krishnan, 2012.
33. ↑  George, 1997, pp. 124-132.
34. ↑  Elisabeth Bumiller. May You Be the Mother of a Hundred Sons. — Ballantine Books, 2011. — «That assumption was shattered in June 1986, when India Today published an explosive cover story, "Born to Die," which estimated that six thousand female babies had been poisoned to death during the preceding decade in the district ...». — ISBN 978-0-449-90614-9.
35. ↑  Singh, Manvir (12 июня 2023). How Dowries Are Fuelling a Femicide Epidemic. The New Yorker (англ.). ISSN 0028-792X. Дата обращения: 12 июня 2024.
36. ↑  Siwal. PREVENTIVE MEASURES FOR ELIMINATION OF FEMALE FOETICIDE. Дата обращения: 23 октября 2024. Архивировано 7 сентября 2024 года.
37. 1 2  Chief Minister's Girl Child Protection Scheme. Архивировано из оригинала 22 июля 2017 года.
38. ↑  Chief Minister's Girl Child Protection Scheme. Social Welfare Department. Дата обращения: 1 декабря 2019. Архивировано из оригинала 22 июля 2017 года.
39. ↑  Hesketh, Therese (2011). The consequences of son preference and sex-selective abortion in China and other Asian countries. Canadian Medical Association Journal. 183 (12): 1374–1377. doi:10.1503/cmaj.101368. PMC 3168620. PMID 21402684.
40. ↑  UN. Resolution adopted by the General Assembly on 19 December 2011 (2011). Дата обращения: 23 октября 2024. Архивировано 20 февраля 2024 года.
41. ↑  ThePixelProject. What is female infanticide? Дата обращения: 23 октября 2024. Архивировано 3 октября 2024 года.
42. ↑  UNHCHR. Harmful Traditional Practices Affecting the Health of Women and Children. Дата обращения: 23 октября 2024. Архивировано 28 ноября 2024 года.
43. 1 2  Mashru, 2012.
44. ↑  Winkler, 2005, p. 7.

1. ↑  "As soon as the little girls are born, they are plunged into the water in order to drown them or force is applied to their bodies in order to suffocate them or they are strangled with human hands. And something even more deplorable is that there are servants who place the girl in the chamber pot or in the basin used for the birth, which is still filled with water and blood and, shut away there, they die miserably. And what is even more monstrous is that if the mother is not cruel enough to take the life of her daughter, then her father-in-law, mother-in-law, or husband agitates her by their words to kill the girl."[21]
2. ↑  "Infanticide through drowning and abandoning female babies is an evil custom left over from feudal times."[27]
3. ↑  Although the Dowry Prohibition Act was passed in 1961 it had the consequence of young brides then being killed[28]